# Cometa incendiaria
Una cometa incendiaria —en algunos idiomas también cometa explosiva o cometa bomba— es una cometa que lleva sujetado un aparato incendiario, normalmente algún tipo de bomba sencilla o un cóctel molotov, habitualmente con el objetivo de provocar un incendio en la zona donde aterriza. Junto con los globos incendiarios (o «bombas globo») son medios ofensivos baratos y muy sencillos de producir —muchas veces por aficionados, empleando recursos caseros— y sirven sobre todo para causar daños medioambientales y morales, no siendo efectivos para causar bajas humanas.
Puesto que hoy en día se emplean en la mayoría de casos contra la población civil, sobre todo como medio de agroterrorismo, su uso actual se ha considerado por varias interpretaciones del derecho internacional humanitario (DIH) como crimen de guerra, siendo además, en ocasiones, incluidas en la definición de armas incendiarias de guerra (consideradas por el DIH contrarias a los derechos humanos).

## Historia
La cometa fue el primer medio aéreo de la historia militar en servir como arma, siglos antes de los globos incendiarios, que no se usarían hasta finales del siglo xviii.
La primera mención del empleo de cometas en el campo de batalla se da en el Samguk Sagi, una composición escrita en chino que cuenta la historia de los Tres Reinos de Corea. En ella se relata que en 647, el general coreano Kim Yushin impulsó el uso de cometas envueltas en llamas contra los rebeldes en el reino de Silla, que servían tanto para causar incendios como, principalmente, para asustar a los insurrectos.
Aunque serían los chinos —inventores de la cometa tres milenios antes— los que en el siglo xii, durante la Dinastía Song, serían los primeros en usar cometas como táctica bélica. Es cuando se desarrolla el conocido como Cuervo ardiente, una cometa tradicional provista de pólvora, un detonador y una vara de incienso, encendida en el momento del lanzamiento, que servía como mecha lenta.
Walter de Milemete, en su tratado De nobilitatibus, sapientiis, et prudentiis regum de 1326, redactado para el príncipe y futuro rey inglés Eduardo III, describe a un pelotón de caballeros volando una cometa que sujetaba un tipo de bomba incendiaria llena de pólvora negra por encima de las murallas de la ciudad.
En el siglo xvii, las tropas del rey tailandés de Ayutthaya, Phetracha, ataban pequeños barriles llenos de pólvora a cometas de armazón robusto, con el fin de servir como medios ofensivos en combate.

### Historia reciente

#### Conflicto israelí-palestino

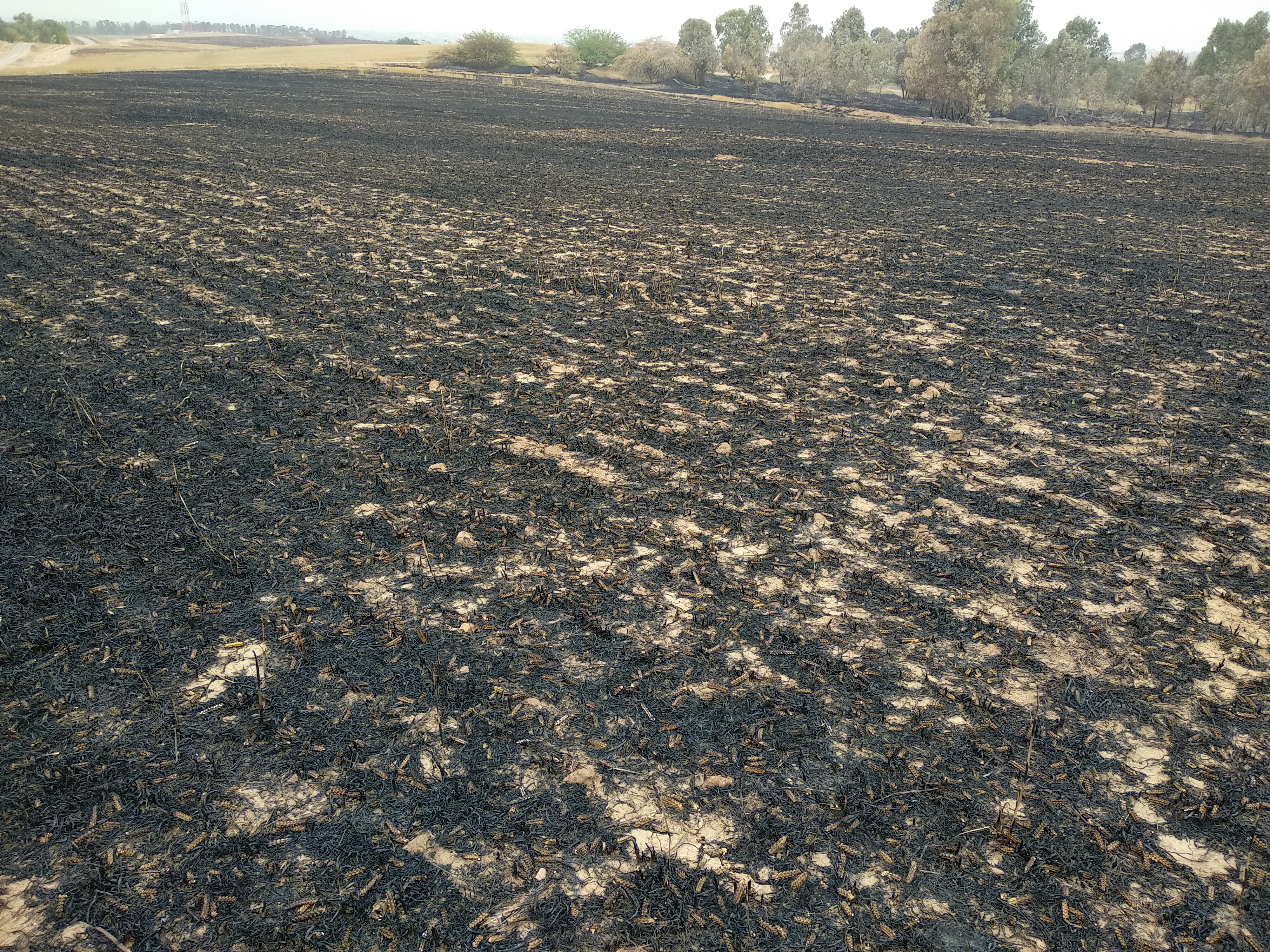
Campo arrasado por un incendio provocado por una cometa incendiaria, a las afueras del kibutz Beeri, Israel.

En los enfrentamientos entre Israel y los palestinos en la frontera de Gaza en 2018, las organizaciones palestinas lanzaron cometas incendiarias como medio de agroterrorismo. A partir de mayo de ese año, se han empleado también globos incendiarios para incrementar la efectividad y alcance de los ataques, tratándose esencialmente de globos de fiesta e incluso preservativos (atados en conjunto) inflados con helio.
El objetivo de ambos medios es la provocación de incendios, habiendo causado daños principalmente a espacios naturales y granjas agrícolas (sobre todo de cultivos de secano), con la quema de miles de hectáreas desde que se emplearan por primera vez.

## Cincinnati Fire Kite
Existe un experimento que se suele realizar en colegios de Estados Unidos (aunque también se practica como actividad de ocio en algunas partes de ese país), llamado Cincinnati Fire Kite (‘Cometa de fuego de Cincinnati’). Se trata de varias páginas de periódico dobladas en forma de un recipiente cerrado, que se coloca en el suelo al aire libre. Una vez incendiadas las cuatro puntas de la improvisada cometa (debe hacerse más o menos al mismo tiempo), esta empieza a elevarse casi de inmediato, hasta que en cierto punto se desintegra en el aire.
Este proceder se debe a que el aire dentro del recipiente de papel se calienta, haciéndose por tanto más ligero que el aire que rodea la cometa. Este aire calentado sirve de gas elevador, muy similar al de las linternas voladoras de Oriente (siendo el mismo método de vuelo de los globos de aire caliente), mientras que el papel se va quemando hasta el punto de romperse la estructura.